# Casa Ribas
Casa Ribas és un edifici històric de Castellar del Vallès que en l'actualitat fa funcions d'equipament municipal. Concretament, és l'antic edifici de la família Ribas, també conegut com a ca l'Illa. Des de setembre de 1987, l'edifici, de titularitat municipal, fa les funcions de servei de consulta públic, gestionat per l'Arxiu d'Història de Castellar. Les activitats que s'hi realitzen van encaminades a la conservació, estudi i divulgació de la història de Castellar.

## Edifici
L'estructura de l'edifici correspon a un antic habitatge senyorial de la burgesia vuitcentista. L'edifici original en xamfrà constava de planta baixa i dos pisos que configuraven una forma de d'ela cap al carrer. El propi edifici, també disposa d'una terrassa a nivell de la primera planta i compta amb cornises, impostes i obertures emmarcades. Les façanes estan arrebossades i pintades, i la portalada d'entrada té un pedrís de pedra de la vila amb guarda-robes als costats. També té una lligada de cantonada de pedra castellarenca.
L'edifici, és també conegut com a Ca l'Illa, i data de principis del segle XX essent desconegut l'arquitecte. L'interior, presenta habitatges entre mitgeres ocupant tota la cantonada dels dos carrers.

## Usos
D'ús originalment residencial, és des del 1987, la seu de l'Arxiu d'Història de Castellar. Cada 11 de setembre, els partits polítics i entitats castellerenques fan l'ofrena floral just davant de la casa Ribas, ja que aquesta queda enfront de Cal Targa l'antiga casa d'estiueig del president de Generalitat de Catalunya, Lluís Companys, lloc triat tradicionalment per fer-hi els actes de la diada.